# Nicias

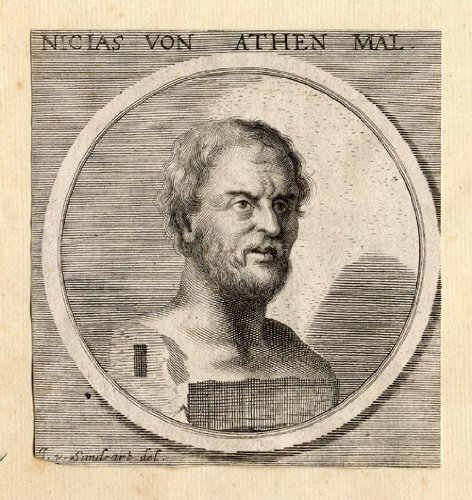
Retrato de Nicias

Nicias (en griego: Νικίας; c. 470-413 a. C.) fue un general y estadista de la Antigua Atenas que vivió durante la época de la guerra del Peloponeso, uno de los personajes más notables de la Atenas posteperíclea. Demócrata moderado y adversario, en este sentido, de Cleón, fue responsable de notables victorias en la mencionada guerra y también, junto a otras causas, responsable de la derrota final debido a su escaso talento estratégico y a su carácter dubitativo y supersticioso. Sus hechos de guerra están redactados con imparcialidad por Tucídides en los libros III y IV de su Historia de la guerra del Peloponeso. Éxitos reseñables, por citar algunos, fueron la toma de Minoa en Megara en el año 427 a. C., la ocupación de Citera en el 424 a. C., y la campaña de Tracia en el 423 a. C.
Tras la muerte de Pericles en el 429 a. C., se convirtió en el principal rival político de Cleón y de los demócratas en la lucha por el poder en el estado ateniense. Su principal objetivo era acordar una paz con Esparta tan pronto como ésta pudiera obtenerse bajo condiciones favorables para Atenas. Fue elegido de forma frecuente para servir como stratego (general) para Atenas durante la guerra del Peloponeso. Dirigió varias expediciones, aunque sus logros fueron escasos. No obstante, tuvo gran responsabilidad en las negociaciones que concluyeron con éxito en la paz que lleva su nombre la Paz de Nicias, del año 421 a. C., y que divide la guerra del Peloponeso en dos partes: la guerra arquidámica y la guerra de Decelia (con el «entreacto» entre ambas de la expedición a Sicilia).
Tras la Paz, se opuso a los ambiciosos planes de Alcibíades para obtener mayores beneficios para Atenas. A pesar de ello, Nicias fue elegido para participar en la invasión ateniense de Sicilia. El sitio de Siracusa casi logró su objetivo, pero la llegada del general espartano Gilipo revirtió de tal modo la situación que los atenienses se vieron de repente asediados ellos mismos. Nicias dirigió a sus tropas en un intento de escapar por tierra, pero fueron interceptadas y derrotadas. Nicias fue ejecutado por las tropas del general espartano Gilipo, pese a su oposición, en las latomías de Siracusa.
Los historiadores consideran que el fracaso de la intervención ateniense en Sicilia fue debida en gran parte a la poca capacidad militar de Nicias.

## Biografía

### Inicios en la política
Nicias era miembro de la aristocracia ateniense. Heredó de su padre Nicerato una considerable fortuna invertida principalmente en las minas de plata de Laurión, en Ática. Señal de su riqueza se encuentran en el hecho de que tenía no menos de 1000 esclavos. Plutarco indica que Nicias era también extremadamente generoso, y que utilizaba su riqueza en actividades caritativas en Atenas y en la financiación de festivales religiosos.
La iniciación en política de Nicias tuvo lugar en la época en la que Pericles se encontraba a la cabeza del gobierno de Atenas. Tras la muerte de Pericles en el 429 a. C., Nicias se convirtió en un importante político ateniense dentro del partido aristocrático conservador, del que se erigió como líder. Como tal, Nicias se convirtió en el principal rival político del partido demócrata radical de Cleón. Según Plutarco, Nicias no tenía el encanto o la elocuencia necesaria para conseguir el apoyo popular, por lo que utilizó su riqueza para adquirir popularidad por la magnífica manera en la que desempeñó varios servicios públicos, especialmente aquellos relacionados con la religión del Estado, de la cual era un fuerte partidario. Financió coros para los dramas atenienses, es decir desempeñó la liturgia de la coregía; organizó eventos deportivos y erigió estatuas y templos.
Plutarco hace una referencia específica ejemplificativa de la generosidad de Nicias: la financiación del festival de Delos. Nicias pagó la construcción de un puente de barcos entre Delos y las islas Rineias. Las naves fueron decoradas con guirnaldas, pan de oro y ricos tapices, y sobre el puente cruzó un coro ataviado con ricas vestimentas. Luego creó un fondo económico de 10 000 dracmas para que se pudiese continuar celebrando ese evento en el futuro. Sus instrucciones fueron grabadas en un pilar.

### Actividades militares
Nicias fue nombrado stratego en los años 427 a. C. y 425 a. C. Durante estos años, Nicias se mostró como un general muy cauto. Evitó llevar a cabo empresas militares de importancia como comandante y, según Plutarco, esto resultó un beneficio para su polis, puesto que Nicias fue capaz de evitar la mayoría de las desgracias atenienses, tanto militares como políticas.
Plutarco dice que «Nicias declinó todas empresas difíciles y largas; si tomaba el mando, era para hacer lo que era seguro». También menciona que en el campo de batalla Nicias se comportaba como un buen combatiente, que luchaba con tanto coraje como cualquier otro soldado.

### La Paz de Nicias
Tras una década de lucha entre Atenas y Esparta en la guerra del Peloponeso, ambos estados se encontraban exhaustos. Gracias al apoyo de Nicias, el general ateniense Laques consiguió finalmente que la Asamblea de Atenas aprobara un armisticio cuyo fin era estudiar el progreso del general más efectivo de Esparta, Brásidas. Sin embargo, la «tregua de Laques» tuvo poco impacto en las actuaciones de Brásidas, por lo que colapsó en tan solo un año. Brásidas continuó la guerra y conquistó Escíone y Mende intentando alcanzar Atenas y liberar a los prisioneros espartanos. Atenas envió refuerzos al mando de Nicias, que pudo recapturar Mende.
Cleón terminó definitivamente con la tregua entre Atenas y Esparta cuando decidió rescatar la ciudad de Anfípolis en Macedonia. Sin embargo, gracias a la hábil dirección de Brásidas, los espartanos vencieron a los atenienses en la batalla de Anfípolis. Sin embargo, tanto Brásidas como Cleón murieron en la batalla, lo cual eliminó del escenario político a los miembros más importantes a favor de la guerra en ambos bandos del conflicto.
En el 421, Nicias y Plistoanacte, rey de Esparta, buscaron un tratado de paz entre todos los estados involucrados en la guerra. Llegaron al acuerdo conocido como la Paz de Nicias, que puso fin de manera temporal a la guerra del Peloponeso.
La esencia de la Paz de Nicias era el retorno a la situación anterior a la guerra: la mayor parte de las ganancias territoriales y de poder de la guerra debían ser devueltas. De entre las condiciones más notables, resaltaba que Anfípolis debía ser devuelta a Atenas, y que los atenienses debían liberar a los prisioneros capturados en los Templos de Esfacteria. Los templos de toda Grecia estarían abiertos a los fieles procedentes de todas las ciudades, y el oráculo de Delfos retomaría su autonomía. Atenas podría continuar recaudando tributos entre los estados, tal y como había hecho desde el tiempo de Arístides, pero no podría obligarles a convertirse en aliados. Atenas también accedió a acudir en ayuda de Esparta en el caso de que los hilotas se rebelasen.
Todos los aliados de Esparta aceptaron la firma del tratado salvo por Beocia, Corinto, Elis y Mégara.
Nicias sentía nostalgia por la dorada época de Pericles y buscaba seguir su política moderada de expansión territorial. Tenía el apoyo de oligarcas y el ala moderada del antiguo partido democrático, que buscaba una salida dialogada al conflicto siempre que hubiera condiciones favorables. Dicho partido se había dividido al morir el caudillo ateniense entre los partidarios de Nicias y la línea dura de Cleón y Brásidas, partidarios de ganar militarmente la guerra a todo coste. La muerte de ambos en Anfípolis permitió a Nicias y compañía firmar un tratado de paz con Esparta, lo que se mantendría hasta el resurgimiento de los más imperialistas al mando de Alcibíades.

### Nicias y Alcibíades
Entró con éxito variable en un período de rivalidad con Alcibíades, los detalles del cual son en gran parte cuestión de conjetura. Tan amarga era la contienda que el ostracismo de uno parecía inevitable, pero mediante una coalición temporal consiguieron el destierro del demagogo Hipérbolo (417 a. C.). En el 415 fue nombrado con Alcibíades y Lámaco para comandar la expedición a Sicilia, y, tras la huida de Alcibíades y la muerte de Lámaco, fue en la práctica el único comandante, el mucho más capaz Demóstenes (no el orador), que fue enviado en su ayuda, siendo aparentemente de peso comparativamente pequeño.
Hasta dónde es atribuible a su precaución excesiva y a su fe ciega en los presagios el desastroso fracaso es difícil de decir. Tantas oportunidades de éxito atenienses no fueron aprovechadas, pero, como ocurre siempre con la retrospectiva, se ve claramente sólo a posteriori. Era un hombre de respetabilidad convencional y de piedad mecánica, sin la originalidad que le fue exigida para enfrentarse a la crisis que se le presentó. Su popularidad con el partido aristocrático de Atenas es, sin embargo, sorprendentemente mostrado por el lamento de Tucídides sobre su muerte: «Él, con toda seguridad, de entre todos griegos de mi tiempo, era el que menos se merecía llegar a tan extremo punto de infortunio, considerando su exacto cumplimiento de las obligaciones establecidas con la divinidad».
Nicias aparece como personaje en el diálogo Laques de Platón, en el cual Sócrates y otros discuten la naturaleza del valor sin llegar a alcanzar conclusiones firmes.